# Eduardo Libório
Eduardo Miguel Monteiro Libório (Anjos, Lisboa, 27 de Abril de 1900 — São Sebastião da Pedreira,Lisboa, 2 de março de 1946), também conhecido pelo pseudónimo de Eduardo Claro, ou Miguel Claro, foi um poeta, músico e compositor português. Em sua honra, foi criado o Prémio Eduardo Libório de História da Música, destinado a galardoar jovens músicos.

## Biografia
Eduardo Miguel Monteiro Libório nasceu em Lisboa, a 27 de abril de 1900. Filho de Joaquim José Monteiro Libório, oficial do exército, reformado do serviço no posto de Major e de Emília da Purificação Teixeira Monteiro Libório, professora, e dona do Colégio Alexandre Herculano, no Largo Conde de Pombeiro n.º 7 (atual edifício de património municipal). Era, também, irmão mais novo de António Miguel Monteiro Libório, futuro comandante da PSP e General do Exército.
Foi aluno da Faculdade de Letras da Universidade de Lisboa, onde desenvolveu o seu gosto pelo estudo artístico-humanístico. Estudou, também, piano no Conservatório Nacional e na Academia de Amadores de Música, onde chegou a ser professor nesta última, de Solfejo, Piano, Composição, Instrumentação, Orquestração, Acústica, Estética, Análise Musical, e História da Música, tendo esta disciplina última um relevo na sua carreira como docente.
Em 1923, juntamente com Manuel Ivo Cruz, foi criador do movimento de "Renascimento Musical", movimento de cunho monárquico e neotomista. Ao contrário de outras escolas nacionalistas, que defendiam a referência ao folclorismo como forma de criar uma "música nacional", este movimento almejava "reportugalizar" a música portuguesa salvando o património musical antigo, de modo a contribuir para legitimar o discurso de uma musicologia histórica emergente. Para Eduardo, muito desse caminho estaria na divulgação e estudo da música erudita, especialmente portuguesa.  
Foi um dos pioneiros da divulgação do trabalho de Carlos Seixas novamente para o repertório e consciências nacionais. Com o passar do tempo, denotou-se a integração dos líderes do Renascimento Musical no meio cultural e educativo do regime do Estado Novo, tendo sido este processo fundamental para o desenvolvimento de uma forma aristocrática e elitista de comunicação musical, que perdurará nos anos seguintes.
No ano letivo de 1931/1932, acha-se o mesmo como professor de História Musical na Academia de Amadores de Música de Lisboa, onde desenvolverá um grande contributo na docência da disciplina.Como reconhecimento pelo seu contributo, foi criado o Prémio Eduardo Libório de História da Música, destinado a galardoar jovens músicos. 
Além disto, nos anos seguintes, Eduardo tornou-se crítico musical de alguns periódicos, como o caso do jornal "O Século", em 1930, ou o periódico "A Voz", e colaborador do boletim mensal da Mocidade Portuguesa Feminina, de 1939 à sua morte.
Através de seus poemas, é indelével o cunho surrealista dos mesmos, sendo portanto um prenunciador do movimento surrealista em Portugal, que só aparecerá oficialmente em Portugal dois anos após a sua morte.  
Nos seus poemas, é notório o desejo de evasão e a fantasia no regresso a um território de infância no sujeito poético, seja no poema "O Viajante", ou "A Pesca Luminosa". A ideia do fluir do tempo que subjaz ao "Poema Giratório", é um tema também muito presente em diferentes épocas e de variados pontos de vista.
 

Faleceu em Lisboa, às sete da manhã do dia 2 de março de 1946, de tuberculose pulmonar.